# Elaphoglossum resiniferum
Elaphoglossum resiniferum är en träjonväxtart som beskrevs av Holtt. Elaphoglossum resiniferum ingår i släktet Elaphoglossum och familjen Dryopteridaceae. Inga underarter finns listade.